# Gershom Scholem
Gershom Scholem, (hebrejsko גֵרְשׁׂם שָׁלוֹם, ponemčeno Gerhard Scholem), nemško-izraelski filozof in zgodovinar, * 5. december 1897, Berlin, Nemčija, † 21. februar 1982, Jeruzalem, Izrael
Velja za ustanovitelja moderne akademske študije o kabali. Bil je prvi profesor judovskega misticizma na Hebrejski univerzi v Jeruzalemu. Scholem je znan po njegovi zbirki predavanj Major Trends in Jewish Mysticism in po biografiji Sabbatai Zevi, the Mystical Messiah. Njegovi zbrani spisi in govori, objavljeni v delu On Kabbalah and its Symbolism, so pomagali o judovskem misticizmu poučiti tako Jude kot vse ostale.

## Življenjepis
Gerhard (Gershom) Scholem je bil rojen 5. decembra 1897 v Berlinu očetu Arthurju Scholemu in materi Betty Hirsch Scholem. Oče je bil tiskar, študiral je hebrejščino in talmud z ortodoksnim rabinom.
Scholem je spoznal Walterja Benjamina v Münchnu leta 1915, ko je bil prvi star 17, slednji pa je imel 23 let. Začela sta dosmrtno prijateljstvo, ki pa se je končalo s samomorom Benjamina. V pričakovanju, da ga bodo vrnili nacističnim rokam, se je ubil s prevelikim odmerkom morfina ponoči 25. septembra 1940. Scholem mu je posvetil knjigo Major Trends in Jewish Mysticism (Die jüdische Mystik in ihren Hauptströmungen). Leta 1915 se je Scholem vpisal na univerzo Friedrich Wilhelms Universität (danes Humboldtova univerza), kjer je študiral matematiko, filozofijo in hebrejščino. Tam je spoznal Martina Bubra, Shmuela Yosefa Agnona, Hayima Nahmana Bialika, Ahada Ha'ama, in Zalmana Shazarja.
V Berlinu se je Scholem spoprijateljil z Leom Straussom, s katerim sta si dopisovala celotno življenje. Leta 1918 je bil z Benjaminom v Bernu, ko je spoznal Elso (Escha) Burchhard, svojo prvo ženo. Scholem se je vrnil v Nemčijo leta 1919, kjer je prejel diplomo o semitskih jezikih na Univerzi Ludwiga Maximilliana v Münchnu. Z Benjaminom sta ustanovila izmišljeno šolo – the University of Muri.
Scholem je napisal svojo doktorsko disertacijo o najstarejšem znanem kabalističnem tekstu, Sefer ha-Bahir.
Pod vplivom Buberja in zaradi privlačnosti sionizma je leta 1923 imigriral v Britanski mandat za Palestino. Postal je knjižničar, navsezadnje pa tudi predstojnik oddelka za hebrejščino in judovske obredne umetnosti v Izraelski narodni knjižnici. Scholemov brat Werner je bil član skrajno leve stranke "Fischer-Maslow Group" in najmlajši član Nemškega parlamenta, zastopajoč komunistično partijo (KPD). Bil je izgnan iz stranke, kasneje pa so ga umorili nacisti v obdobju Tretjega rajha. Gershom pa je bil, v nasprotju z bratom, silovito proti komunizmu in marksizmu. Leta 1936 se je poročil s svojo drugo ženo, Fanio Freud.
Scholem je umrl v Jeruzalemu, kjer je pokopan zraven svoje žene na pokopališču v Sanedrii. 

## Akademska kariera
Scholem je postal predavatelj na Hebrejski univerzi v Jeruzalemu. Učil je kabalo in misticizem z znanstvene perspektive in leta 1933 postal prvi profesor judovskega misticizma na univerzi, kjer je poučeval do upokojitve leta 1965. Scholem je s svojim zgodovinopisnim pristopom k poučevanju judovske mistike neposredno nasprotoval pristopu šole Wissenschaft des Judemtus (Znanost o judovstvu) iz 19. stoletja, ki je želela študij judovstva podrediti disciplini predmetov kot je zgodovina, filozofija in filologija. Po mnenju Jeremyja Adlerja je bilo Scholemovo razmišljanje prepoznavno kot judovsko in poglobljeno nemško, kar je spremenilo potek evropske misli 20. stoletja.
Scholem je svojo zgodbo o zgodnjih raziskovanjih povedal, ko so ga napotili k uglednemu rabinu, ki je bil strokovnjak za kabalo. Ko je videl veliko rabinovih knjig na temo kabale, je Scholem vprašal o njih samo, da bi dobil odgovor: »Te smeti? Zakaj bi zapravljal čas za take neumnosti?«
Analiza judovstva, ki jo je izvedla šola Wissenschaft je bila po Scholemovem mnenju napačna na dva načina: judaizem so preučevali kot mrtev predmet in ne kot živi organizem; prav tako niso upoštevali ustreznih temeljev judovstva - neracionalne sile, ki je po Scholemovem mnenju religijo naredile živo stvar.
Po njegovem mnenju so bile mitske in mistične sestavine vsaj tako pomembne kot racionalne, ter, da so te, bolj kot minucije Halakhe, resnično živo jedro judovstva. Še posebej se ni strinjal s personalizacijo kabalističnih konceptov Martina Bibberja, ki so imeli neustrezen pristop k judovski zgodovini, hebrejščini in izraelski deželi.
S Scholemovega pogleda raziskovanja judovske mistike ni bilo mogoče ločiti od njenega zgodovinskega ozadja. Izhajajoč iz nečesa podobnega je bilo v nasprotujoči alternativi Friedricha Nietzscheja v javno zgodovino vključeno manj normativnih vidikov judovstva.
Scholem je trdil da lahko judovsko zgodovino razdelimo na tri obdobja:
- Biblično obdobje: monoteizem se bori proti mitu, a ga nikoli popolno ne premaga

- Talmudsko obdobje: nekatere institucije, na primer pojem magične moči izpolnjevanja zakramentov, so odstranili v prid čistejšemu konceptu božje transcedence

- Srednjeveško obdobje: nezmožnost uskladitve abstraktnega pojma boga grške filozofije z osebnim Bogom Biblije je judovske mislece, kot je bil Maimonides, pripeljala do tega, da so poskušali odpraviti preostale mite in spremeniti podobo živega boga. Po tem se je mistika kot prizadevanje, da bi ponovno našli bistvo Boga svojih očetov, postala bolj razširjena.

Pojem treh obdobij z interakcijami med racionalnimi in iracionalnimi elementi v judovstvu je Scholema pripeljal do navedbe nekaj spornih argumentov. Menil je, da se je mesijansko gibanje iz 17. stoletja, znano kot sabatizem, razvilo iz Lurijeve kabale. Da bi se sabatizem nevtraliziral, se je pojavil hasadizem kot hegelovska sinteza. Mnogi izmed tistih, ki so se pridružili hasidskemu gibanju, saj so v njem videli pravoslavno skupnost, so menili, da je njihova skupnost povezana z heretičnim gibanjem.
Scholem je na enak način postavil hipotezo, da je bil izvor kabale iz 13. stoletja judovski gnosticizem, ki je bil že pred krščanskim gnosticizmom.
Zgodovinopisni pristop je vključeval tudi jezikovno teorijo. V nasprotju z Buberjem je Scholem verjel v moč jezika, ki lahko prikliče nadnaravne pojave. V nasprotju z Walterjem Benjaminom je hebrejski jezik postavil v privilegiran položaj glede na druge jezike, kot edini jezik, ki je sposoben razkriti božansko resnico. Scholem je kabaliste obravnaval kot tolmače že obstoječega jezikovnega razodetja.

## Nagrade
- Leta 1958 je prejel Izraelsko nagrado za Judovske študije.

- Leta 1968 je bil izvoljen za predsednika Izraelske akademije naravoslovnih in humanističnih ved.

- Leta 1969 je prejel Yakir Yerushalayim.

- Leta 1977 je prejel Bialikovo nagrado za Judovsko misel.

## Dela
- Major Trends in Jewish Mysticism, 1941

- Jewish Gnosticism, Merkabah Mysticism, and the Talmudic Tradition, 1960

- The Messianic Idea in Judaism and other Essays on Jewish Spirituality, 1971

- Sabbatai Sevi: The Mystical Messiah, 1973

- From Berlin to Jerusalem: Memories of My Youth, 1977

- Origins of the Kabbalah, 1987

- On the Mystical Shape of the Godhead: Basic Concepts in the Kabbalah, 1997

## Dela v slovenščini
- Božje ime in kabalistična teorija jezika, 1991

- O kabalistični teozofiji, 1989

- Izak Lurija in njegova šola, 1999

- Poglavitni tokovi v judovski mistiki, 2003

- Smisel Tore v judovski mistiki, 1989